# Lophophorin
Lophophorin ist ein Alkaloid aus der Gruppe der Kaktus-Alkaloide und der Tetrahydroisochinolinalkaloide.

## Vorkommen
Lophophorin kommt in geringen Mengen in den Kakteen-Arten Lophophora williamsii, Lophophora diffusa und Lophophora fricii vor. Auch in einem vermutlich über 1000 Jahre alten Peyote aus einer mexikanischen Begräbnisstätte konnte Lophophorin nachgewiesen werden, allerdings in deutlich geringerer Menge als in frischen Pflanzen. Natürliches Lophophorin hat die (S)-Konfiguration am Stereozentrum, was durch Kristallstrukturanalyse des Hydrobromids nachgewiesen wurde.

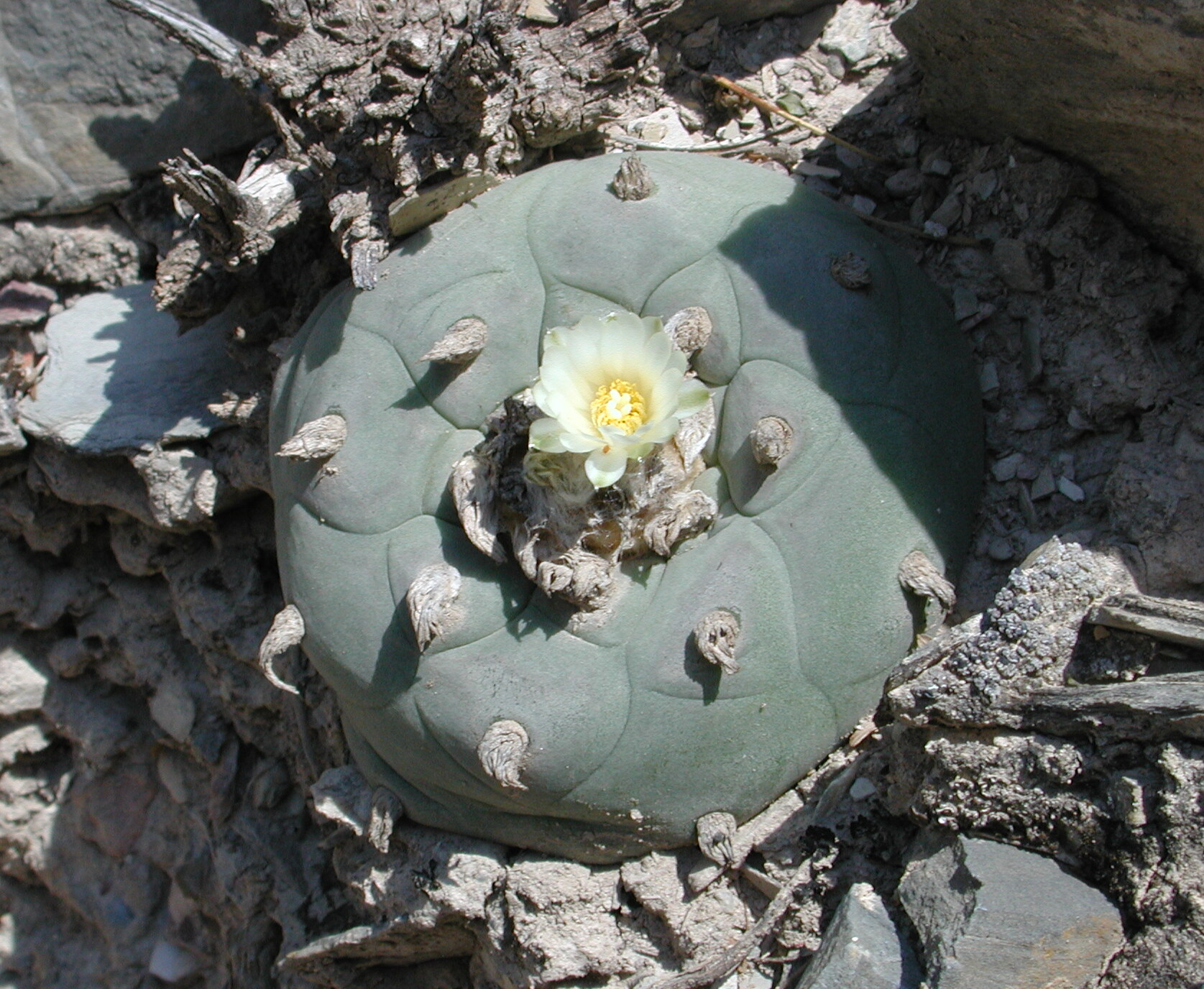
Lophophora diffusa
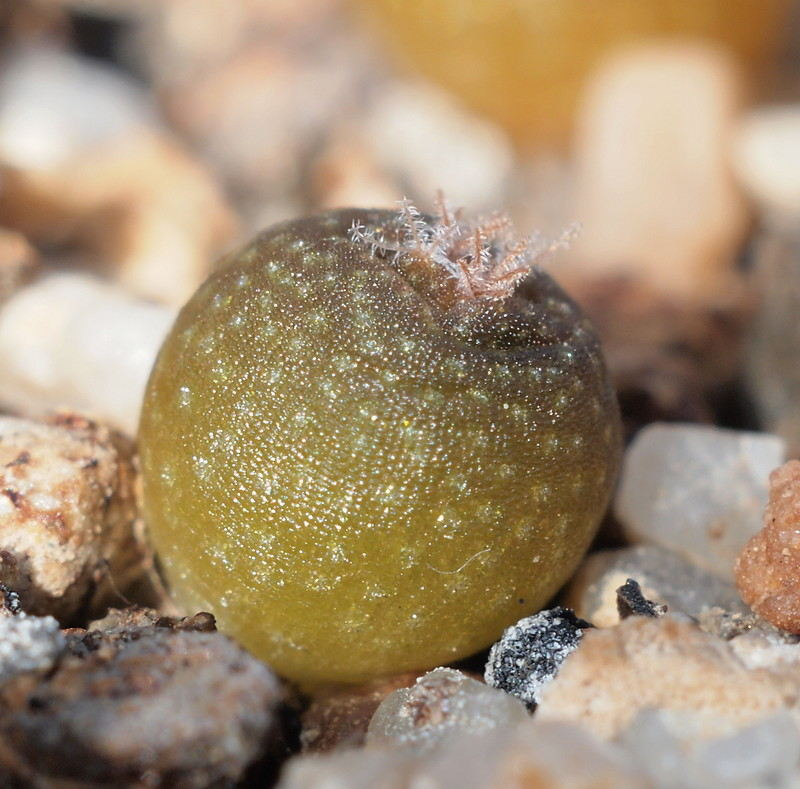
Lophophora fricii
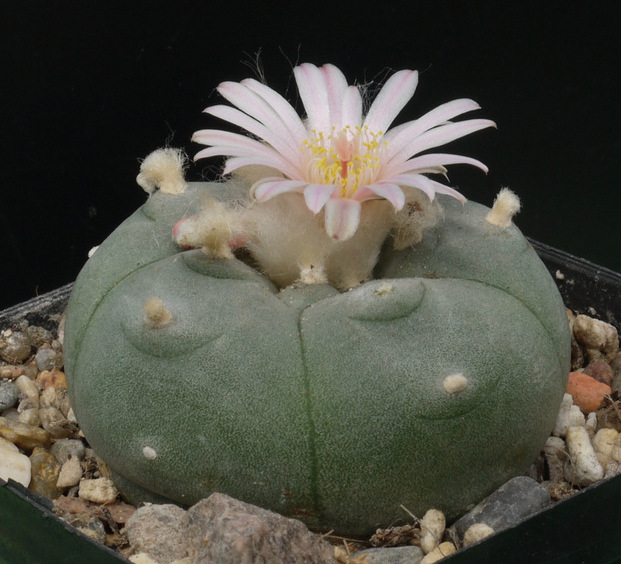
Lophophora williamsii

## Biosynthese
Wie bei anderen Kaktusalkaloiden in Lophophora auch, geht die Biosynthese von Tyrosin aus. Dieses wird durch die Tyrosin-Decarboxylase decarboxyliert. Die nächsten Schritte sind die Einführung einer Hydroxylgruppe in Position 3 und die Methylierung derselben, Methylierung der Amino-Gruppe, Einführung einer dritten Hydroxylgruppe in Position 5 und die Methylierung der Hydroxylgruppe in Position 4. Durch Cyclisierung entsteht schließlich Pellotin. Im letzten Schritt wird die Benzodioxol-Struktur des Lophophorins aufgebaut.

## Synthese
Lophophorin kann ausgehend von O-Methylanhalonidin hergestellt werden. Durch kontrollierte saure Hydrolyse können selektiv die Methoxygruppen in den Positionen 7 und 8 hydrolysiert werden. Durch Umsetzung mit Ethylchlorformiat kann ein entsprechendes Carbamat hergestellt werden. Durch eine kupfer(II)-oxid-katalysierte Reaktion mit Dibrommethan in Dimethylformamid wird die Benzodioxolstruktur aufgebaut. Durch Reduktion mit Lithiumaluminiumhydrid entsteht Lophophorin.

## Eigenschaften
Bei oraler Einnahme verursacht Lophophorin schon in geringer Menge Kopfweh.

## Verwendung
Lophophorin kann neben Mescalin und Anhalonin als Marker dienen, um aus Peyote hergestellte Drogen zu identifizieren.